# Teresa Torańska
Teresa Sławomira Torańska, née le 1er janvier 1944 à Wołkowysk (aujourd'hui en Biélorussie), morte le 2 janvier 2013 à Varsovie, est une journaliste et écrivain polonaise.

## Biographie
Après des études de droit à Varsovie, elle travaille comme journaliste en Pologne dans la presse légale, puis pour la presse clandestine ou publiée en émigration.
Son livre le plus connu, écrit pendant l'état de siège, traduit dans de nombreuses langues, est Oni - Des staliniens polonais s'expliquent, dans lequel elle laisse s’exprimer d'anciens responsables communistes polonais des années 1950, comme Edward Ochab, Jakub Berman, Roman Werfel (pl), Stefan Staszewski (pl), etc.

## Prix et distinctions
En 2000, Teresa Torańska a reçu le prix Ksawery Pruszyński du PEN Club polonais pour le livre Oni - Des staliniens polonais s'expliquent.
Teresa Torańska a été en 2005 la première récipiendaire du prix Barbara Łopieńska de la meilleure interview, pour son entretien avec Wojciech Jaruzelski.
Elle est officier de l'ordre Polonia Restituta.